# ماعت كا رع
ماعت كا رع هي كاهنة مصرية قديمة وزوجة لآمون خلال الأسرة الحادية والعشرين.

## التاريخ
| nTr | dwA · t | ra | mAat | kA |

| nTr | dwA · t | ra | mAat | kA |

كانت ابنة الكاهن الأكبر لآمون بينوزم الأول، الذي كان الحاكم الفعلي لجنوب مصر منذ عام 1070 قبل الميلاد، ثم أعلن نفسه فرعونًا عام 1054 قبل الميلاد. كانت والدتها
دوات حتحور حنوت تاوي، ابنة رمسيس الحادي عشر، الحاكم الأخير للسلالة العشرين. حصلت ماعت كا رع على لقبي المتعبدة الالهية لآمون وزوجة آمون في عهد والدها. كان إخوتها يشغلون مناصب مهمة أيضًا فقد أصبح شقيقها فرعونًا، وأختها أصبحت ملكة، وثلاثة إخوة يحملون لقب كاهن آمون على التوالي.
لديها العديد من الصور المعروفة فقد تم تصويرها كفتاة صغيرة في معبد الأقصر، جنبا إلى جنب مع شقيقتها حنوت تاوي ب و موت نجمت، أيضا، ككاهنة عليا على واجهة معبد خنسو في الكرنك، وعلى تمثال وهو الآن في مرسيليا.
مكان دفنها الأصلي غير معروف فقد تم العثور على مومياء لها في ذاكرة التخزين المؤقت في مقبرة 320 بطيبة مع توابيتها، والمومياوات الأخرى من عائلتها. تم الكشف عن مومياء صغيرة، كان يعتقد في الأصل أنها تعود لطفلة لكن تبين لاحقًا أنها لقرد أليف.